# Stenosphenus lugens
Stenosphenus lugens là một loài bọ cánh cứng trong họ Cerambycidae.